# Wu Ming
Wu Ming est le pseudonyme d'un groupe d'écrivains italiens, créé en 2000 à partir d'auteurs actifs dans le projet Luther Blissett, le nom de plume d'une communauté d'écrivains de Bologne. Le groupe est l'auteur de plusieurs romans, dont 54 en 2002.

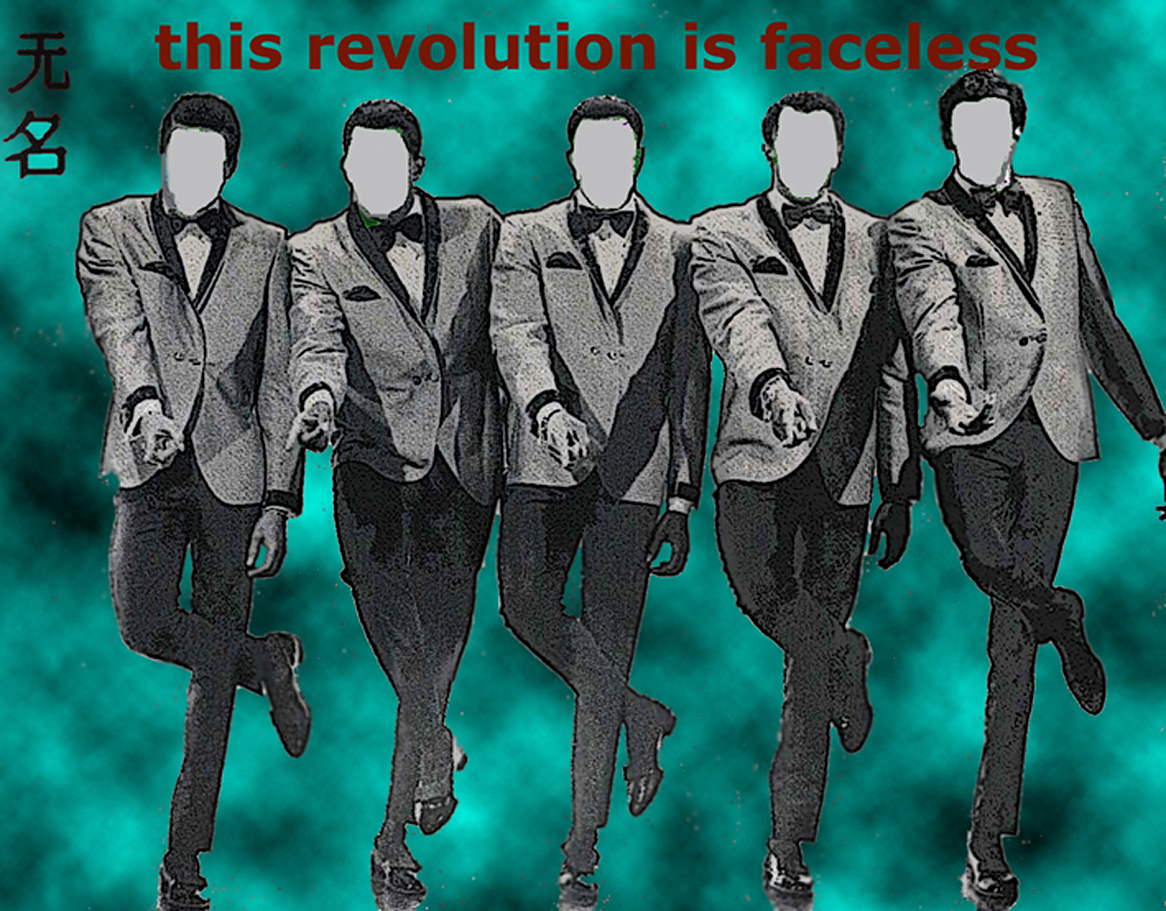
Logo officiel du groupe Wu Ming de 2001 à 2008, année d'éclatement de Wu Ming 3

## Origine du nom
Le nom, en chinois, signifie « anonyme » ou « cinq personnes » selon la prononciation, raison pour laquelle il fut choisi par le groupe.

## Membres du groupe
Les cinq membres du groupe sont : 
- Roberto Bui (Wu Ming 1),
- Giovanni Cattabriga (Wu Ming 2),
- Luca Di Meo (Wu Ming 3),
- Federico Guglielmi (Wu Ming 4)
- Riccardo Pedrini (Wu Ming 5)[3].

Wu Ming 3 quitte le groupe en 2008.

## Influence
En 2018, le collectif affirme que le mouvement américain complotiste QAnon s'inspire directement de son roman Q, publié en 1999, faisant de QAnon un canular qui aurait ensuite été récupéré naïvement par les conspirationnistes de la droite américaine.
En réponse, Wu Ming 1 écrit en 2022 un livre, Q comme qomplot : Comment les fantasmes de complot défendent le système,.

### Textes écrits en commun
- Q (écrit sous le pseudonyme de Luther Blissett) (Einaudi, 1999). En français : L'œil de Carafa, Paris, Le Seuil, avril 2001. 756 pp. (Traduit par Nathalie Bauer)
- Axes de guerre (it) (avec Vitaliano Ravagli, 2000).
- 54 (roman) (en) (2002).
- Manituana (en) (Einaudi, 2007). En français : Manituana, Paris, Métailié, août 2009. 512 pp. (Traduit par Serge Quadruppani)
- Prévisions météo (roman) (it) (2008).
- Grand River (2008, Un viaggio).
- Le nouvel épique italien, manifeste littéraire et politique critique, 2009.
- Altai (roman) (it) (2009).
- Canard à l'orange mécanique. Histoires 2000-2010 (it), Turin, Einaudi, 2011.  (ISBN 978-88-06-20638-3).
- L'armée des somnambules (it) (2014).
- L'invisibile ovunque (Einaudi, 2015). En français: L'invisible partout, Paris, Métailié, mai 2024. 208 pp, traduit par Serge Quadruppani  (ISBN 979-10-226-1362-0)
- Cantalamappa, Mondadori Electa, 2015  (ISBN 979-10-226-1362-0)
- Il ritorno di Cantalamappa, Mondadori Electa, 2016.
- Proletkult (Einaudi, 2018). En français : Proletkult, Paris, Métailié, février 2022. 352 pp. (Traduit par Anne Echenoz)  (ISBN 979-10-226-1175-6).
- Ufo 78 (Einaudi, 2022). En français: OVNI 78, Montreuil, Libertalia, 2e trimestre 2024. 664 pp. (Traduit par Serge Quadruppani)  (ISBN 9788806248918)

### Textes écrits en solo
- Libera Baku Ora, par Wu Ming 5, Rome, DeriveApprodi, 2000.  (ISBN 88-87423-25-3).
- Havana Glam, par Wu Ming 5, Rome, Fanucci, 2001.  (ISBN 88-347-0821-0).
- Guerra agli umani (it), par Wu Ming 2, Turin, Einaudi, 2003.  (ISBN 88-06-16812-6). En français : Guerre aux humains, Paris, Éditions Métailié, août 2007. 352 pp. (Traduit par Serge Quadruppani)
- New Thing, par Wu Ming 1, Turin, Einaudi, 2004.  (ISBN 88-06-16276-4). En français : New Thing, Paris, Éditions Métailié, septembre 2007. 224 pp. (Traduit par Serge Quadruppani)
- Stella del mattino, par Wu Ming 4, Turin, Einaudi, 2004.  (ISBN 978-88-06-18694-4). En français : L'étoile du matin, Éditions Métailié, octobre 2012. 368 pages. (Traduit par Leila Pailhès) (ISBN 978-2-8642-4892-7).
- Free Karma Food, par Wu Ming 5, Milan, Rizzoli, 2006.  (ISBN 88-17-01050-2).
- Il sentiero degli dei, par Wu Ming 2, Portogruaro, Ediciclo editore, 2010.
- Timira, par Wu Ming 2 et Antar Mohamed, Turin, Einaudi, 2012.  (ISBN 978-88-06-20592-8).
- Point Lenana, par Wu Ming 1 et Roberto Santachiara, Turin, Einaudi, 2013.  (ISBN 978-88-06-21075-5).
- Il piccolo regno, par Wu Ming 4, 2016, Milan, Bompiani, 2016.  (ISBN 978-88-06-21075-5).
- Il sentiero luminoso, par Wu Ming 2, Portogruaro, Ediciclo editore, 2016.  (ISBN 978-88-65-49165-2).
- Un viaggio che non promettiamo breve. Venticinque anni di lotte No Tav, par Wu Ming 1, Turin, Einaudi, 2016.  (ISBN 978-88-06-22564-3)
- La macchina del vento, par Wu Ming 1, Turin, Einaudi Stile libero Big, 2019.  (ISBN 978-88-06-24080-6).
- Q comme qomplot : comment les complots défendent le système, par Wu Ming 1, Lux éditeur, 2022.  (ISBN 978-2898330452)